# Calvaire d'Étables-sur-Mer
Le calvaire d'Étables-sur-Mer est une croix monumentale située sur la commune de Binic-Étables-sur-Mer (ancienne commune d'Étables-sur-Mer) dans le département français des Côtes-d'Armor.

## Généralités
Le calvaire est situé rue Louais, sur l'ancienne commune d'Étables-sur-Mer, sur le territoire de la commune nouvelle de Binic-Étables-sur-Mer, dans le département des Côtes-d'Armor, en région Bretagne, en France.

## Historique
Le calvaire date du XVe siècle ou XVIe siècle et est érigé à l'initiative de notables locaux. Il est démonté à la révolution et remonté à son endroit originel en 1863.
La croix est classée au titre des monuments historiques par arrêté du 25 janvier 1918.

## Description
D'une hauteur totale de 5,50 mètres, le calvaire en granite est composé d'un soubassement, sur lequel repose un socle, lui même supportant le fût octogonal portant la croix. 
Au niveau figuratif, un côté de la croix est orné d'une crucifixion avec les trois personnages Christ en croix, la Vierge et saint Jean et de l'autre côté une Vierge à l'enfant. D'autres sculptures de personnages ornent le monument dans son ensemble : anges, saints et saintes, apôtres.

## Galerie

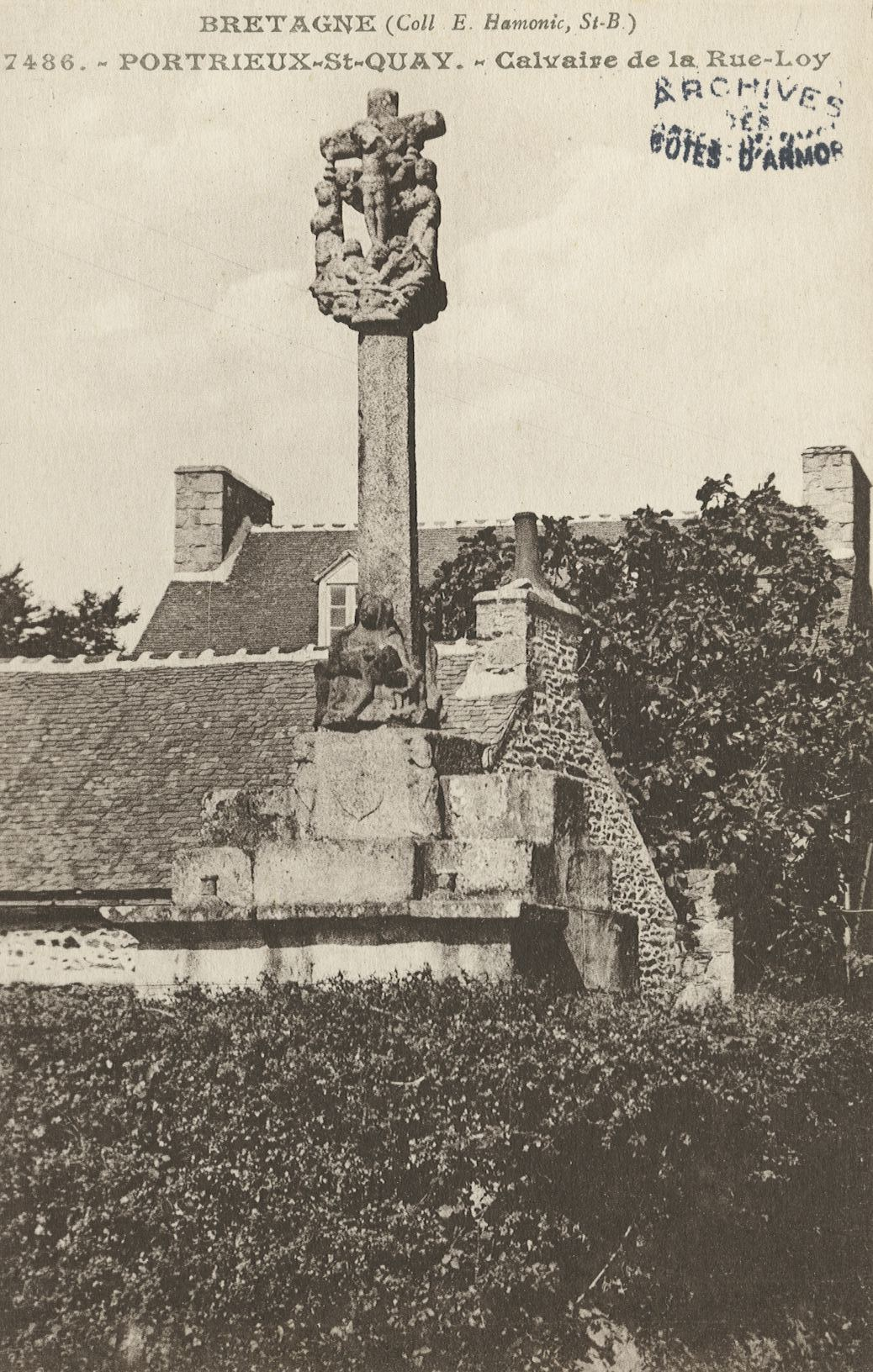
Le calvaire début XXe siècle
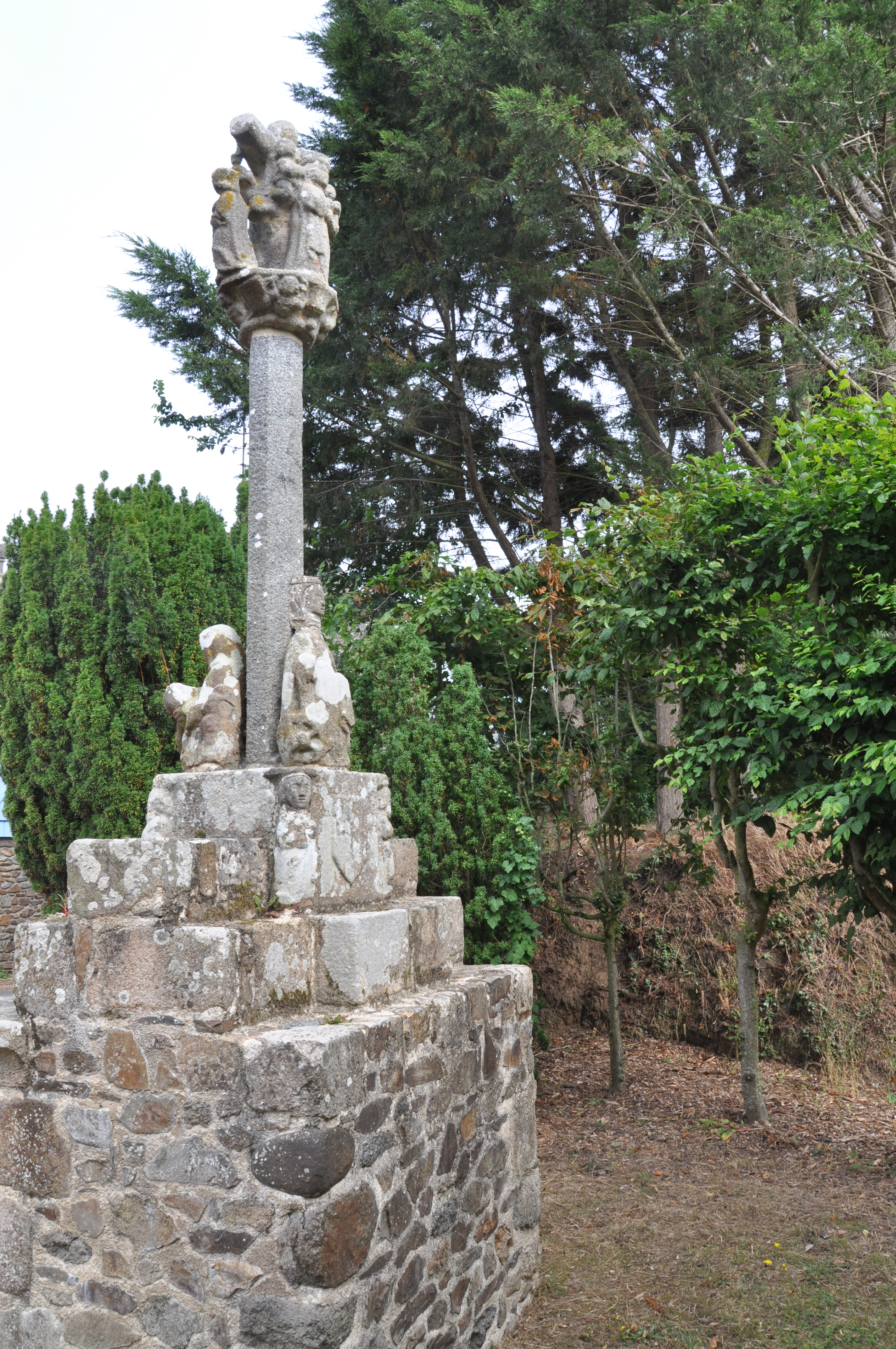
Vue générale
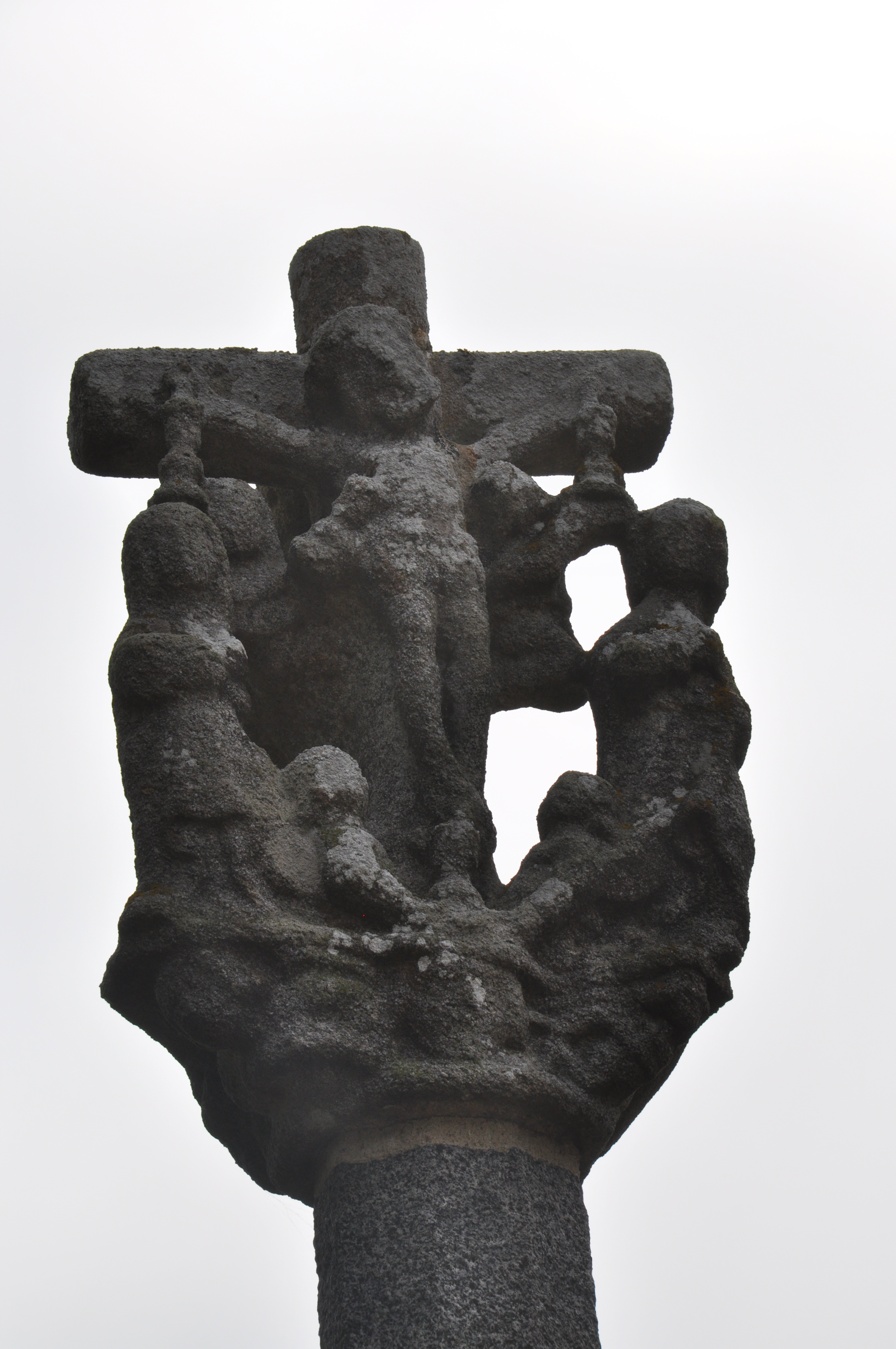
Détail des sculptures de la croix
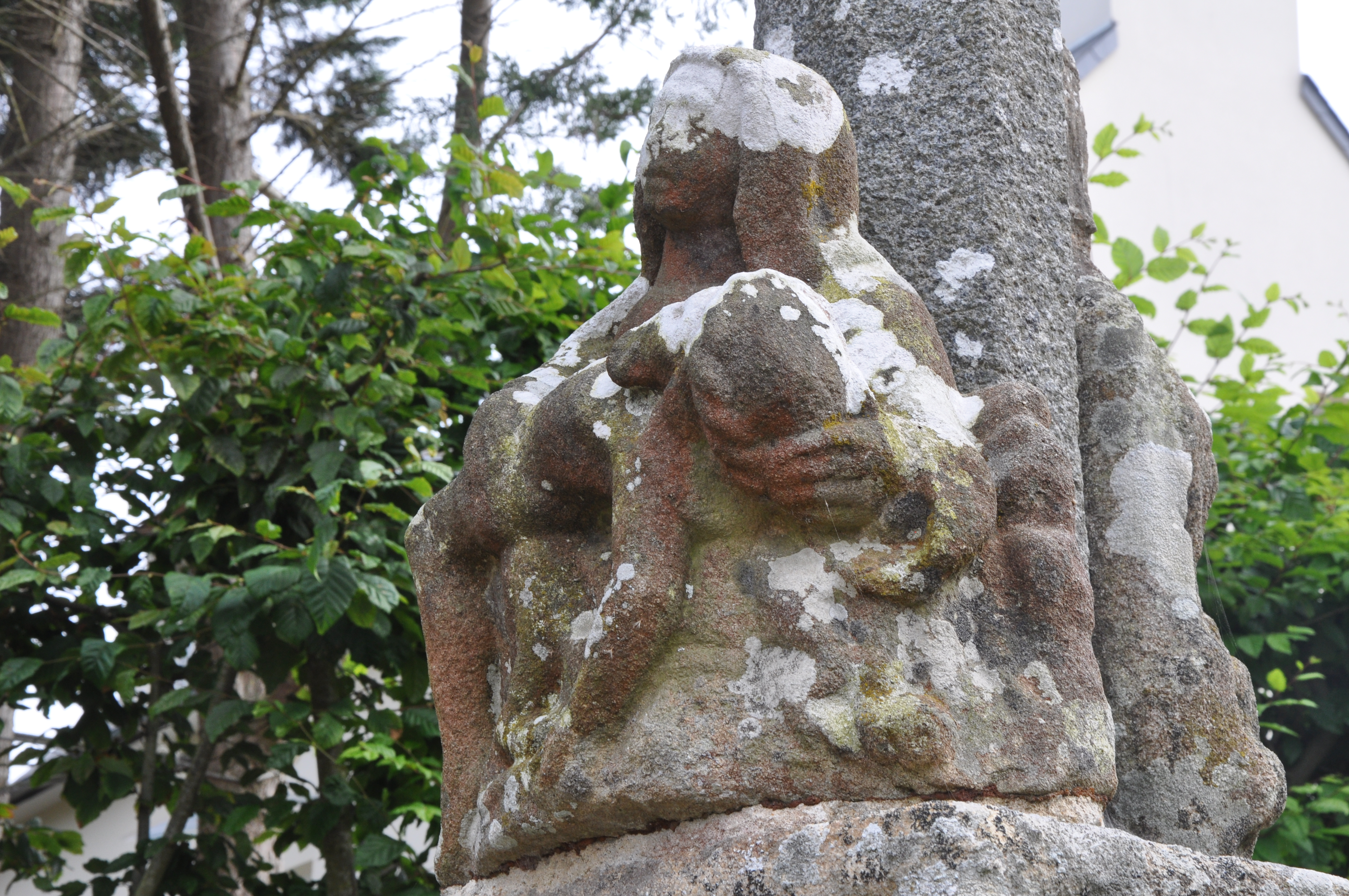
Détail de sculptures sur le fût